# دلك (مقاطعة دهغلان)
دلك (بالفارسية: دلک) هي قرية تقع في قسم حومة دهغلان الريفي (مقاطعة دهغلان) في إيران. يقدر عدد سكانها بـ 45 نسمة بحسب إحصاء 2016.